# Bodenschätzungsgesetz
Das deutsche Gesetz zur Schätzung des landwirtschaftlichen Kulturbodens (Bodenschätzungsgesetz – BodSchätzG) vom 20. Dezember 2007, als Nachfolger des Gesetzes über die Schätzung des Kulturbodens in Deutschland vom 16. Oktober 1934 (Bodenschätzung), dieses zuletzt geändert am 11. Oktober 1995, sieht vor, dass „für den Zweck einer gerechten Verteilung der Steuern, einer planvollen Gestaltung der Bodennutzung und einer Verbesserung der Beleihungsunterlagen“ (§ 1) eine flächendeckende Bewertung „landwirtschaftlich nutzbarer Flächen“ durchgeführt wird. Hierbei soll einerseits die Beschaffenheit des Bodens festgestellt und andererseits sollen die natürlichen Ertragsbedingungen (Bodenbeschaffenheit, Geländegestaltung und klimatische Verhältnisse) beurteilt werden (§ 2). Als Referenz für die Beurteilungen dienen ausgewählte Muster-Grundstücke (§ 4). Die Ergebnisse sind offenzulegen und im Liegenschaftskataster festzuhalten (§ 9, § 11). Bei wesentlicher Änderung der Bodenverhältnisse sowie bei neuer Hauptfeststellung des Einheitswertes sind die Ergebnisse der Bodenschätzung zu überprüfen (§ 12, § 13).